# Aposztázia
Az aposztázia (görög: ἀποστασία) vagy hitehagyás valamely vallásos hit elhagyása egy másik kedvéért és az ennek nyomán előálló állapot. A hitehagyó a görög eredetű szóval az aposztata, arab szóval a murtadd (مرتد).

## Kereszténység

### Római katolikus egyház
A római katolikus kánonjogban háromféle hitehagyást említenek meg:
- a keresztény hit elhagyása, vagy úgy hogy a megkeresztelt katolikus csatlakozik egy másik nem-keresztény valláshoz, vagy úgy ateista vagy agnosztikus lesz (apostasia a fide)
- a felszentelt pap elhagyja az egyházi szolgálatot és visszatér a civil életbe
- a fogadalmat tett szerzetes vagy apáca elhagyja a rendjét a visszatérés szándéka nélkül

## Iszlám

Az aposztázia következményei az iszlám világban (2013):
halálbüntetés
börtönbüntetés
egy muszlim áttérítése bűncselekmény
Gyermekfelügyeleti jog / házasság megszűnése

A muszlimok szerint (hasonlóan a kereszténység nézetéhez) a saját vallásuk az egyetlen igaz vallás, ezért az iszlám hit elhagyása Isten elleni lázadásnak (ridda = visszafordulás) minősül. A hitehagyás több mint húsz iszlám többségű országban bűncselekménynek minősül, és egyes országokban halállal is büntetik, ha az egyén az iszlám ellen beszél. Az al-Abbász-tól  származó hadísz előírjaː "aki megváltoztatja a vallását, azt öld megǃ" 

## Zsidó vallás
A Zsidó vallásban az aposztázia egyet jelent az erkölcstelen életstílus elfogadásával. A Septuaginta fordításában  az aposztázia a moréd és szored szavak fordítása, addig a rabbinikus irodalom a mumar, mesummod vagy apikóresz fogalmakat használja. Sok kitért zsidó személyről feljegyezték hogy a zsidósággal szemben hitvitákban vett részt és a zsidóság ellen cselekedett. A tömeges kitérésre asszimilációként hivatkoznak.